# 边际替代率
边际替代率（Marginal rate of substitution，MRS）是指在甲乙兩種財貨組合及保持效用不变的条件下，消费者每得到额外一单位財貨甲之后要而必须放弃的財貨乙的数量。
在帕累托最优情况下，任意两种財貨的边际替代率是相同的。